# Terence Rattigan
Terence Mervyn Rattigan, född 10 juni 1911 i London, död 30 november 1977 i Hamilton, Bermuda, var en brittisk dramatiker.

## Biografi
Rattigan var son till en brittisk diplomat av irländskt ursprung. Hans pjäser konfronterar frågor om sexuell frustration, misslyckade relationer och äktenskapsbrott i en värld av förtryck och återhållsamhet. Det har hävdats att hans arbeten i huvudsak var självbiografiska, innehållande kodade referenser till hans homosexualitet, som han höll hemlig för alla utom sina närmaste vänner.
Rattigan utbildades på Sandroyd School 1920-1925, och Harrow School. Han spelade cricket för Harrow First XI och gjorde bl. a. 29 poäng i en Eton-Harrow match 1929. Han var medlem av Officer Training Corps och fortsatte  därefter sina studier vid Trinity College, Oxford.
Rattigans framgång som dramatiker kom tidigt med komedin French Without Tears 1936. Denna inspirerades av ett besök i en by som heter Marxzell i Schwarzwald, där unga engelska män gick för att lära sig tyska.
Rattigans vilja att skriva ett allvarligare stycke ledde till After the Dance (1939), ett satiriskt samhällsdrama om unga människors misslyckande att engagera sig politiskt. Andra världskriget omintetgjorde hans arbete under en lång tid. Strax före kriget hade han skrivit (tillsammans med Anthony Goldsmith) en satir om Nazityskland, Follow my Leader, men Lord Chamberlain vägrade att tillåta uppförande av detta på grund av brott mot ett främmande land, men det spelades ändå från och med januari 1940.
Efter kriget alternerade han mellan komedier och dramer och etablera sig som en stor dramatiker. De mest kända av dessa var The Winslow Boy (1946), The Browning Version (1948), The Deep Blue Sea (1952)  och Separate tables (1954).
Rattigan fick diagnosen leukemi 1962 och återhämtade sig två år senare, men insjuknade igen 1968. Han ogillade det så kallade Swinging London på 1960-talet och flyttade utomlands, och bodde i Bermuda, där han levde av intäkterna från lukrativa manus inklusive Hotel International och Den gula Rolls-Roycen. Han adlades i juni 1971 för sina tjänster till teatern och är den fjärde av dramatiker att bli dubbad till riddare under 1900-talet (efter Sir W.S. Gilbert 1907, Sir Arthur Wing Pinero 1909 och Sir Noël Coward 1970).
Rattigan dog i Hamilton, Bermuda av skelettcancer 1977, vid 66 års ålder. Hans kremerade kvarlevor gravsattes i familjegraven på Kensal, Den gröna kyrkogården.

## Pjäser i urval
- 1936  French Without Tears
- 1939  After the Dance
- 1942  Flare Path (filmad som Gyllene vingar, 1945)
- 1943  While the Sun Shines
- 1946  The Winslow Boy (filmad som Fallet Winslow, 1948)
- 1948  Harlequinade
- 1948  The Browning Version (filmad som Skuggan av en man, 1951)
- 1949  Adventure Story
- 1950  Who is Sylvia? (filmad som Han älskade rödhåriga, 1955)
- 1952  The Deep Blue Sea (filmad som Kärlek utan nåd, 1955)
- 1953  The Sleeping Prince (filmad som Prinsen och balettflickan, 1957)
- 1954  Separate Tables (filmad som Vid skilda bord, 1958)
- 1958  Variation on a Theme
- 1960  Ross
- 1963  Man and Boy
- 1970  A Bequest to the Nation
- 1973  In Praise of Love
- 1977  Cause Célèbre